# Peer (Einsatzkräfte)
Peers (englisch: gleichrangig) sind nach dem Critical Incident Stress Management nach Jeffrey T. Mitchell ausgebildete Personen in Einsatzorganisationen, die Einsatzkräften helfen, psychisch belastende Einsätze und den Stress besser zu bewältigen und in der Folge das Erkrankungsrisiko an PTBS zu senken.

## Geschichte
Ein Peer hat immer entsprechende Einsatzerfahrung und durch diese gleiche Basis einen besseren Zugang zu den betroffenen Kollegen. Ein externer Therapeut oder Psychologe kann kein Peer sein, sondern fungiert als Mental Health Professional (MHP). Bei Stress-Debriefings hat der Peer aufgrund seiner Ausbildungshöhe lediglich eine den MHP unterstützende Funktion. Im Rettungsdienst, THW und bei Rettungshundestaffeln, Feuerwehren und den Hilfsorganisationen gibt es Peers seit Anfang der 1980er Jahre, in der Bundeswehr seit den 1990er Jahren. Bis dahin hatte lediglich die Notfallseelsorge den Betroffenen bei schweren Ereignissen psychisch geholfen. Eine Ausbildung zum Peer unterstützt Einsatzkräfte, negative Ereignissen rationaler als „Laien“ zu verarbeiten.

## Potenziell traumatisierende Situationen im Beruf
Ein potenziell traumatisierendes Ereignis ist gekennzeichnet durch ein vitales Diskrepanzerlebnis zwischen bedrohlichen Situationsfaktoren und den individuellen Bewältigungsmöglichkeiten, das mit Gefühlen von Hilflosigkeit und schutzloser Preisgabe einhergeht und so eine dauerhafte Erschütterung von Selbst- und Weltverständnis bewirkt.
Beispielhafte Erlebnisse dieser Art können sein:
- verstümmelte, verbrannte oder sterbende Menschen,
- erfolglose Reanimation von Kindern und Erwachsenen, plötzlicher Kindstod,
- Opfer sinnloser Gewalt und Folgen von Kriminalität,
- Massenunfälle
- Suizidenten,
- die Tatsache, dass die Hilfe trotz aller Anstrengungen zu spät kommt,
- Gefahr für die eigene Gesundheit

Einsatzkräfte sind in ihrem Berufsleben häufiger mit derartigen Situationen konfrontiert, womit die spätere Auftretenswahrscheinlichkeit für PTBS oder ein Burnout-Syndrom (Psychische und physische Dauererschöpfung) bei ihnen größer ist als in anderen Berufen.

## Hilfeteams für Helfer
Zur „Hilfe für die Helfer“ werden sogenannte Psychosoziale Unterstützungs-Teams (PSU; synonym auch CISM-Teams = Critical Incident Stress Management, OPEN-Teams, SbE-Teams, in Österreich SvB-Team) herangezogen.
Alle diese „Hilfeteams“ bestehen aus zusätzlich in CISM geschulten Peers und organisierten „Psychosozialen Fachkräften“. Als Psychosoziale Fachkräfte werden oft Geistliche, aber auch Ärzte herangezogen, mit zumindest einer Zusatzausbildung zum Feuerwehrmann oder ähnlichem.
Peers sind Mitarbeiter der o.a. Einsatzorganisationen, die neben persönlicher Eignung viel Erfahrung in ihrem Fachbereich mitbringen.

## Entwicklung in Deutschland
In Deutschland bildet man nach einer Entwicklung in den Jahren 2003 und 2004 die PSU-Teams einheitlich aus und koordiniert über die Arbeitsgemeinschaft der Leiter der Berufsfeuerwehren. Jede „Organisation“ kann PSU-Teams anfordern.
Auch die Bundeswehr bildet Peers seit Jahren erfolgreich aus.

### PSU-Teams in Deutschland
Auch eine normale Nachbesprechung eines psychisch anstrengenden Einsatzes hilft oft, Geschehenes zu verarbeiten. Die Peers sind erster Ansprechpartner vor Ort. In weiteren Schritten lassen sich im Bedarfsfall zusätzlich „Besprechungen“ zusammen mit einem PSU-Einsatz-Team (je nach Gruppengröße, 1-2 psychosoziale Fachkräfte und 2-6 Peers) anberaumen. In Deutschland bestehen die PSU-Teams aus „Psychosozialen Fachkräften“ wie Ärzten, Seelsorgern, Sozialarbeitern und aus Peers verschiedener Organisationen. Im besten Fall sind Peers aus DRK (oder anderen Hilfsorganisationen), Feuerwehr, THW, Rettungsdienst, Rettungshundestaffeln, Krankenhäusern, Polizei etc. in einem Team. Die „Einsatzteams“ sollten je nach „anfordernder Einheit“ und „belastender Einsatzart“ zusammengestellt ein Optimum an „Nähe zum Helfer“ erreichen.

### Stresskonzept der Bundeswehr
In der Bundeswehr werden gemäß dem CISM nach Jeffrey T. Mitchell ausgewählte Soldaten, die mindestens Hauptgefreiter sind und möglichst Einsatzerfahrung haben, zu Peers ausgebildet. Sie unterstützen den Psychologen oder Arzt bei der Durchführung von Stress Debriefings und können selbständig Defusings oder individuelle Kriseninterventionen mit stabilisierendem Charakter z. B. bei Massenschadensereignissen durchführen. Im Medizinisch-Psychologischen Stresskonzept der Bundeswehr werden Peers als mögliche Angehörige von Kriseninterventionsteams (KIT) angeführt.

## Situation in Österreich
Die Peers gehören meist jeweils der eigenen Einsatzorganisation an und üben ihre psychologischen Kenntnisse in ihrem Beruf aus. In Einsatzfällen sind sie überwiegend ehrenamtlich (als Peers bei der Feuerwehr: Feuerwehrkameraden; bei den Rettungsdiensten freiwillige Helfer bei der jeweiligen Organisation etc.; sie sind per definitionem (s. o.) Insider). Da bei vielen Freiwilligen Feuerwehren auch Priester Mitglieder sind, führen diese die Tätigkeit in ihrer Funktion als Feuerwehrkurate durch. Bei den österreichischen Feuerwehren existiert diese Einrichtung seit dem Jahr 2000. Allein in Niederösterreich werden die Feuerwehrpeers durchschnittlich 50 Mal im Jahr herangezogen. Dafür stehen 42 Peers zur Verfügung.

## Stellenwert
Die Psychosoziale Unterstützung ist keine Psychotherapie, sie gehört zu den „präventiven Maßnahmen“. Sollte sich in „Nachbesprechungen“ herausstellen, dass bereits ein (mögliches) Psychotrauma vorliegt, vermitteln die PSU-Teams professionelle Hilfe. Alle Informationen zu „Organisationsformen“ beruhen auf dem deutschen System, im deutschsprachigen Ausland kann das PSU-System anders aufgebaut sein.